# Симонов, Павел Васильевич (политик)
Па́вел Васи́льевич Си́монов (8 [21] июля 1911, Баймак, Оренбургская губерния — 18 апреля 1987, Москва) — советский хозяйственный, государственный и партийный деятель.

## Биография
Родился 8 (21) июля 1911 в селе Баймак Орского уезда Оренбургской губернии Российской империи (ныне). Член ВКП(б) с 1931 года.
С 1931 года — на партийной работе в Башкирской АССР: секретарь комитета ВКП(б) Баймакского золото-медеплавильного завода, 1-й секретарь районного комитета ВКП(б), 1-й секретарь Белорецкого городского комитета ВКП(б).
Народный комиссар местной промышленности Башкирской АССР.
С 1946 по август 1948 года — информатор Отдела партийной информации Управления по проверке партийных органов ЦК ВКП(б), затем по июнь 1949 — инструктор Отдела партийных, профсоюзных и комсомольских органов ЦК ВКП(б).
С 18 июля 1949 по июль 1952 года — 1-й секретарь Областного комитета ВКП(б) Еврейской автономной области.
В 1955 году окончил Высшую партийную школу при ЦК КПСС. В 1955 году — инструктор отдела партийных органов ЦК КПСС по РСФСР, в 1955—1962 — инспектор ЦК КПСС. С 1962 года — заведующий сектором Отдела партийных органов ЦК КПСС по союзным республикам, с июня 1965 — заведующий сектором Отдела организационно-партийной работы ЦК КПСС.
Избирался депутатом (от Еврейской автономной области) Совета Национальностей Верховного Совета СССР 2-го (27.11.1949 — 1950) и 3-го (1950—1954) созывов, депутатом Верховного Совета БАССР 1-го созыва.
В 1982 году вышел на пенсию. Умер в Москве 18 апреля 1987 года. Похоронен на Кунцевском кладбище.